# کفتار بی‌باک قسمت ۲
کفتار بی‌باک ۲ (به انگلیسی: Fearless Hyena Part II) یک فیلم اکشن و رزمی محصول سال ۱۹۸۳ هنگ کنگ به کارگردانی چانگ‌چوئن با بازی جکی چان است. این فیلم دنبالهٔ کفتار بی‌باک (۱۹۷۹) محسوب می‌شود.

## بازیگران
- جکی چان [۱]
- دین شک [۲]
- جیمز تین [۳]